# Llobarro pigallat
El llobarro pigallat, la baila o el pintadet (Dicentrarchus punctatus) és una espècie de peix pertanyent a la família dels morònids.

## Descripció
- Pot arribar a fer 70 cm de llargària màxima (normalment, en fa 30).
- És molt semblant al llobarro però més petit i amb el dors i els flancs clapats de negre.[5][6]

## Alimentació
Menja principalment gambes i mol·luscs, i, en menor mesura, peixos.

## Hàbitat
És un peix d'aigua marina i salabrosa, costaner (de vegades, entra als rius), pelàgic-nerític i de clima subtropical (51°N-10°N).

## Distribució geogràfica
Es troba des del Canal de la Mànega (de manera ocasional), i al llarg de les costes d'Europa i del Marroc fins al Senegal i les illes Canàries. També és present a la Mediterrània meridional i el golf de Suez.

## Observacions
És inofensiu per als humans.